# 4대강 정비 사업

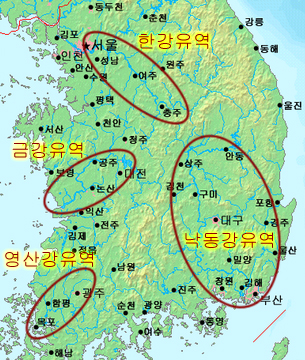
4대강 정비 사업 지역

이명박 정부가 이른바 한국형 녹색 뉴딜 정책으로 추진한 4대강 사업은 2008년 12월 29일 낙동강지구 착공식을 시작으로 2012년 4월 22일까지 22조원의 예산을 투입한 대하천 정비 사업이다.
이 사업은 한강, 낙동강, 금강, 영산강 등 4대강을 준설하고 친환경 보(洑)를 설치해 하천의 저수량을 대폭 늘려서 하천 생태계를 복원한다는 것을 주된 사업 추진 배경으로 하고, 그 밖에 노후 제방 보강, 중소 규모 댐 및 홍수 조절지 건설, 하천 주변 자전거길 조성 등을 보수적 사업 내용으로 하였다. 한편, 이명박 정권 이후 2013년 박근혜 정부 감사원의 조사 결과 4대강 사업은 한반도 대운하 재추진을 염두에 둔 사업이었음이 밝혀졌다. 2015년 12월 대법원은 국민 소송단이 낸 소송 4건의 상고심에서 4대강 사업에 대한 적법판결을 내렸다.

## 사업 대상 지역
- 한강 : 이포, 여주, 강천
- 낙동강 : 함안창녕, 창녕합천, 달성, 강정고령, 칠곡, 구미, 낙단, 상주
- 금강 : 백제, 공주, 세종보
- 영산강 : 죽산보, 승촌보

총 16개 보

## 4대강살리기추진본부
4대강살리기추진본부는 4대강의 홍수ㆍ가뭄 방지, 하천생태계 복원ㆍ활용과 지역균형발전 및 지역경제 활성화를 위한 4대강 살리기 사업의 원활한 시행을 위하여 설립된 대한민국 국토해양부 소속의 한시조직으로 4대강살리기추진본부장은 공무원법상 직급을 부여받지 않는 차관급 전문계약직공무원으로 보한다. 경기도 과천시 관문로 88(중앙동 정부과천청사 1동)에 위치하고 있다. 2012년 12월 31일자로 폐지되었다.

### 설립 근거
- 4대강 살리기 추진본부의 구성 및 운영에 관한 규정

### 연혁
- 2009년 2월 4대강살리기기획단(기획단장 - 2급 상당) 신설
- 2009년 4월 4대강살리기추진본부(추진본부장 - 장관급)로 확대 개편
- 2012년 12월 31일 4대강살리기추진본부 폐지

### 주요 업무
- 사업의 기본계획 및 그 실행계획의 수립에 관한 사항
- 사업의 추진에 필요한 재원 마련 및 배분에 관한 사항
- 사업과 관련된 민간투자사업의 검토 및 진행에 관한 사항
- 4대강별 사업의 설계, 발주, 시공 등에 관한 지침의 마련 및 시행
- 4대강별 사업의 공정관리에 관한 사항
- 4대강별 사업의 안전관리 대책 마련 및 그 시행에 관한 사항
- 사업의 시행과 관련된 제도의 개선 및 연구 발전
- 4대강별 사업의 시행에 따른 관계기관의 인ㆍ허가 등과 관련한 협의, 조정 및 관리
- 사업의 홍보 및 관계 기관ㆍ단체와의 협력에 관한 사항
- 사업의 정보화에 관한 사항
- 사업과 관련된 학술 및 기술 지원에 관한 사항
- 다른 국가사업 등과의 협의 및 조정에 관한 사항
- 그 밖의 사업의 추진에 필요한 사항

## 사업 추진 당시 여론
2010년 3월 26일 여론조사기관 '리얼미터'에 따르면 4대강사업에 대한 찬반 여론을 조사한 결과, 반대가 49.9%로 찬성 36.7%보다 13.2%p 많은 것으로 조사됐다. 지역별 여론으로는 대구경북 지역만 찬성(46.6%)이 반대(41.3%)에 비해 오차범위 내에서 앞서는 것으로 조사됐고 그 외 다른 지역에서는 반대 여론이 찬성 여론보다 높게 조사됐다.(인용 기사에서 지역별 구체적 수치를 전부 제시하진 않았다.) 이 조사는 지난 24일 전국 19세 이상 남녀 700명을 대상으로 전화로 조사했고, 표본오차는 95% 신뢰수준에서 ±3.7%p다.
반면, 4대강살리기추진본부가 발행하는 월간 ‘4강나래’ 7월호(2010년 7월 9일 발행)에 실린 인터뷰에서 홍형표 기획국장은 "정부 차원에서 별도의 여론조사를 실시하지 않았으나, 4대강사업이 시행되는 지역의 지자체와 지역 주민 대부분은 사업을 환영하고 있다. 지난 연말에 대구 경북 지역 언론 중 <매일신문>이 1028명을 대상으로 조사한 결과엔 찬성 51.5%, 반대 36.4%로 나타났다. ‘매우 반대’는 11.4%였을 뿐이다."라고 주장했다.(찬성 51.5% 반대 47.8%) (인터뷰 본문에서 조사대상, 조사방법, 오차범위 등은 밝히지 않음)
경기도 여주군 남한강 이포보에서는 환경단체 활동가 3명이 다리 기둥을 기습 점거하면서 사업 찬성 주민들이 '맞불집회'를 열고 이를 반대하는 환경단체와 몸싸움까지 불사하기도 했다. 찬성 주민들은 "환경단체와 종교단체가 들어와 지역발전을 위한 사업을 방해하고 있다."며 "모두 떠나라."고 목소리를 높였다. 대신면 이장협의회 신남교 회장은 "여주주민 대다수가 찬성하는 일"이라 주장하며 "환경단체 등 외지인이 와서 정치적인 논리를 앞세우며 무조건 반대하는 것을 더는 두고 볼 수 없어 주민들이 나섰다."고 밝혔다.
 이와는 다르게 일부 다른 지역에서는 주민들의 반대로 4대강 사업의 일환인 저수지 둑높이기 사업이 취소되기도 하였다.

## 사업 찬성 측의 입장과 활동
새누리당은 “국가 백년대계를 위한 대업이 시작됐다.”며 “4대강 사업은 홍수예방, 수질개선, 일자리 창출 등 1석7조의 친환경 경제사업으로 사업이 마무리되면 활기찬 대한민국의 상징이 될 것”이라고 밝혔다. “민주당은 4대강 사업이 성공적으로 완료돼 국민이 환호하면 2012년 대선에서 불리해질까 두려워하고 있다.”며 “민주당은 이런 정략적 판단으로 백년대계 사업의 발목을 잡아선 안된다.”고 비판했다.
4대강 사업에 진행되는 지역의 주민들이 찬성하는 움직임을 보였다. 충청남도 연기지역, 경상남도 창녕군 등의 주민들은 기자회견, 결의대회 등을 열었다.
한국기독교총연합회는 4대강 사업을 적극 찬성한다는 입장을 밝혔다. 이광선 대표회장은 “이 사업이 고질적인 물 문제 해결과 지역 활성화에 기여할 것”이라며 “하지만 정부는 우려하는 국민의 소리에 귀를 기울이고 적극적인 소통과 친환경적인 공사 진행을 통해 국민적 신뢰를 확보한 국책사업으로 추진해야 한다.”고 촉구했다. 또 “정치계를 비롯한 시민단체는 이 사업이 사회갈등을 조장하고 국민을 분열시키는 정쟁 도구로 사용되는 것을 즉각 중지해야 한다.”고 지적했다.
유엔환경계획은 "대한민국은 기후변화로 인한 빈번한 가뭄·홍수를 겪고 있는 여건상 추가적인 물관리 정책이 필요한 상황"이라고 진단하면서 "4대강 사업을 통해서 생태복원 시도를 한다면 칭찬할 만하며(commendable) 물문제 해결과 지역경제 활성화에 기여할 수도 있다."고 봤으나, 사업의 실행에 있어서 "4대강 유역이 환경적으로 민감한 지역이기 때문에 환경친화적인 복원이 전제되어야 한다."는 조언을 덧붙였다.
2011년 10월 27일 방한한 수라퐁 토비착차이쿨 태국 외무부 장관이 4대강 사업 현장을 방문해 이명박 대통령을 단독 면담하고, 홍수 예방을 위한 4대강 정비 사업 기술을 공유하고 싶다는 내용의 잉락 친나왓 총리의 친서를 전달했다. 그러나, 한국수자원공사는 태국의 관련 사업에 참여했다가 쿠데타 이후 사업이 중단되어 104억의 순손실을 떠안았다.

## 비판 의견

### 비판

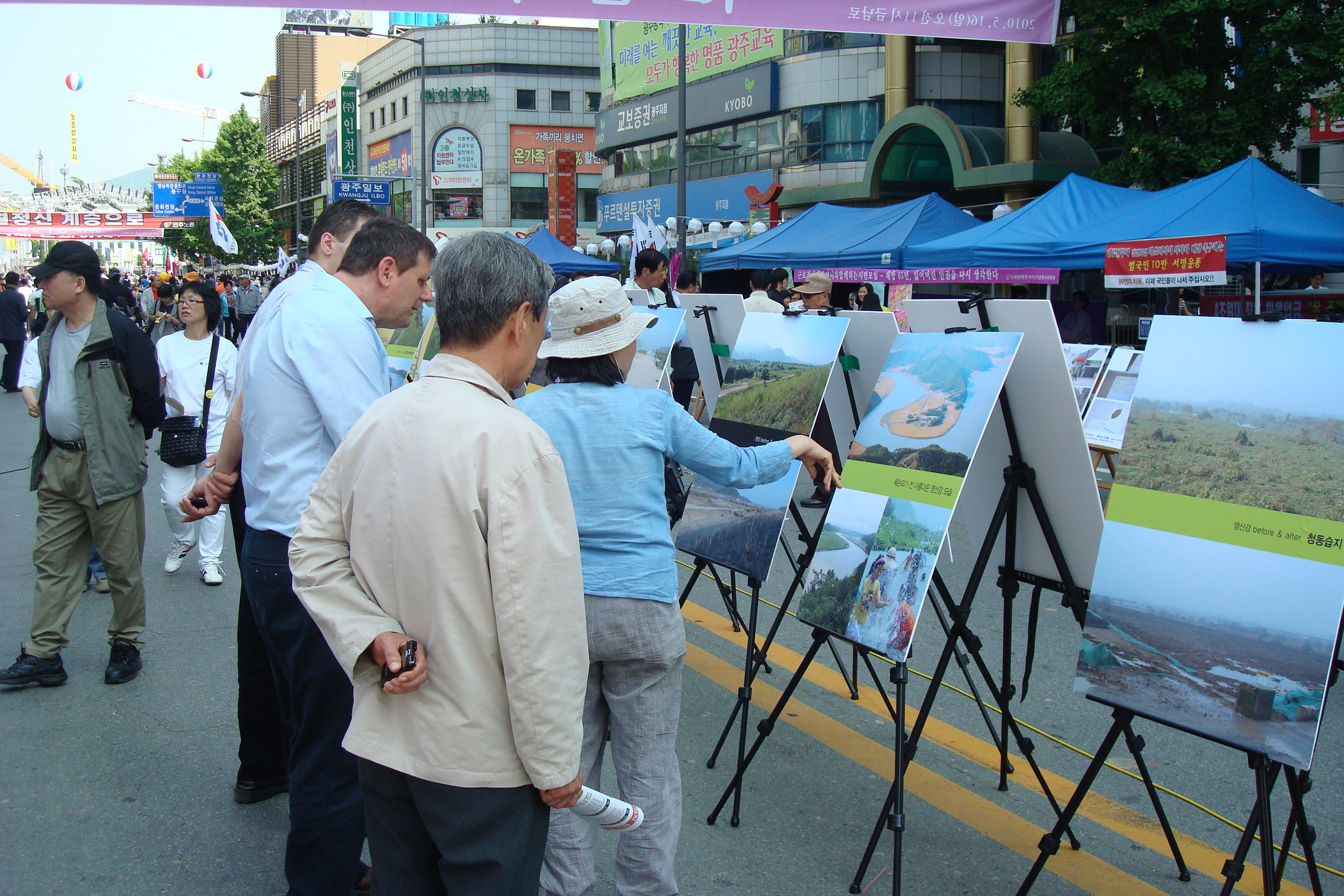
4대강 정비 사업의 환경 파괴를 경고하는 시민단체의 사진전시회

- 홍수 예방 기능 관련 : 2013년 박근혜 정부 감사원 감사 결과, 2018년 문재인 정부 감사원 감사 결과 모두 4대강 사업의 홍수 예방 효과에 대해 부정적으로 평가했다.[23] 또한 4대강 사업으로 축조된 보가 홍수를 유발한다는 지적도 있다. 박창근 대한하천학회장(가톨릭관동대 토목공학과 교수)은 "보는 자체가 하천을 가로질러서 물의 흐름을 방해하기 때문에 보 부근에서는 하천의 수위가 올라가게 됩니다. 그래서 홍수 위험을 오히려 증가시키게 됩니다.", "실제로 중수 하천 같은 경우에 홍수 피해가 발생한 지역을 보면 보 인근에서 제방 붕괴가 많이 발생하고 있습니다. 그래서 보는 홍수 위험을 증가시키는 구조물이다, 그리고 보의 기능은 수위를 높여서 이수에 유리하게 하는 구조물이다, 이렇게 보는 게 옳습니다."라는 의견을 밝혔다.[24][25] 실제로 낙동강 합천창녕보와 영산강 죽산보 인근의 제방 일부 구간이 수위 상승으로 인한 수압 증가로 붕괴되어 강물이 유입돼 홍수피해가 있었던 사례가 있다.[26][27]
- 물부족 대비 기능 관련 : 4대강 사업으로 건설된 보는 총 16개다. 그 가운데 지난 2006년과 2011년 정부가 발표한 '수자원장기종합계획'에서 정부가 예측한 물부족 지역에 설치된 보는 5개뿐이다. 보 대부분이 물부족 염려가 적은 곳에 설치된 것이다. 2014년 12월 국무조정실 4대강사업조사평가위원회도 '보 건설 지역을 선정할 때 수자원 공급 측면을 고려하지 않았고, 용수공급계획과 시스템이 필요하다'고 평가한바 있다. 송수관로 건설을 비롯한 추가 대책을 위해서는 예산을 이중으로 들여야 하는 문제점이 있었고 2015년 물부족 사태 당시 국회 국토교통위원회에서는 "가뭄 해소를 위해서는 지역별로 작은 농업용 저수지 등을 만드는 게 낫다'는 지적이 나왔다.[28] 한편 2015년 가을 충남 서부 지역의 극심한 가뭄으로 식수까지 부족해지자 수자원공사 등은 사업비 625억원을 투입해 21.9km 도수로와 양수장, 가압장을 만들어 2016년 2월부터 금강에서 보령댐으로 물을 퍼올렸다. 당시 양수장에서 보령댐까지는 고도 차이가 126m나 되기 때문에 전기료를 포함하여 유지관리비가 한 달에 약 5억원이나 소요되었다고 알려져있다. 2015년 물부족 사태에 대해 이상훈 前 수원대 교수는 "4대강 보의 물을 물부족지역에 공급하려고 해도 경제성이 없다. 4대강 보는 유역에서 가장 낮은 곳에 위치하고 있기 때문에 만일 도수로를 만들어 물을 공급하려면 계속해서 물을 펌프로 뿜어 올려야 한다는 단점이 있다.", "정부에서는 4대강 본류 주변에는 물을 충분히 공급할 수 있었기 때문에 4대강 사업의 가뭄 방지 효과가 있다고 주장하지만, 4대강 본류 주변 지역은 4대강 사업 이전에도 물이 부족한 지역이 아니었다. 물이 부족한 지역에 물을 공급해야 가뭄 해결책이다."라는 의견을 밝혔다. 대한하천학회 회장이었던 김정욱 서울대 환경대학원 명예교수는 당시 가뭄이 많이 든 지역이 주로 상류나 산골, 해안지역이라며 4대강 공사는 근본적으로 가뭄을 해결할 수 있는 대책이 아니라고 지적했다.[29]
- 한반도 대운하 관련 : 2013년 박근혜 정부 감사원은 4대강 사업이 향후 운하 추진을 염두에 두고 이루어진 것으로 평가했다. 감사 결과를 보면 국토부는 이명박 전 대통령의 대운하 중단 선언(2008년 6월) 이후인 2009년 2월 “사회적 여건 변화에 따라 운하가 재추진될 수도 있으니 이에 대한 대비가 필요하다”는 대통령실의 요청에 따라 대운하 재추진에 문제가 없도록 4대강 사업의 마스터플랜을 수립했다. 이에 따라 현대건설, 대우건설, 삼성물산, GS건설, 대림산업로 구성된 경부운하 컨소시엄이 그대로 4대강 사업에 참여하였으며 대형 건설사들이 컨소시엄을 통해 낙찰 예정자를 사전 협의하는 등 손쉽게 담합을 저지를 수 있었던 것으로 감사원 감사 결과 드러났다. 담합 정황이 포착됐는데도 국토부는 별다른 제재 없이 2011년 말까지 준공하기 위해 사업비 4조1000억원 규모의 1차 턴키공사를 한꺼번에 발주해 담합을 사실상 방조한 사실도 조사됐다. 특히 대운하 추진안을 고려하느라 당초 계획보다 보의 크기와 준설 규모를 확대함으로써 수심 유지를 위한 유지관리비 증가, 수질관리 곤란 등의 부작용이 우려된다고 감사원은 지적했다.[30] 또한 대운하를 염두에 두고 사업을 진행하면서 보(洑)는 소형보 4개에서 중·대형보 16개로 증가했고, 준설 규모도 당초 2억2000만t에서 5억7000만t으로 2배 이상 늘었다. 또한 필요 이상으로 강 바닥을 깊이 파서 특히 낙동강은 최소 수심이 6m로 대운하 계획에서 마련된 수심(6.1m)과 거의 비슷해졌다. 수심 6m는 4000~5000t급 화물선이 다닐 수 있는 깊이다. 감사원은 또 이 과정에서 국토부가 청와대에 "추가 준설 등으로 운하 추진이 가능하다" "추후 운하 추진에 지장이 없도록 하겠다"고 보고한 문건도 확보했다고 전했다.[31]
- 졸속 추진 : 정부가 졸속으로 추진하고 있다는 점이다. 4대강은 대운하와 더불어 천문학적 예산이 쓰이지만 몇 개월만에 결정하고 전문가들이 반대를 하는 와중에도 법 규정(친수법[32] 등)까지 바꾸어 가며 급히 시행한다는 점이다. 4대강도 임기 내 업적을 내려는 과욕이라는 비판이 많다. 6.2 지방선거에서도 한나라당이 패배한 가장 큰 원인이 4대강 사업의 역풍으로 인한 것이라는 분석이 제기되는 가운데 조선일보의 김대중 고문도 칼럼을 통해 "민심이 소통 부재의 MB정치와 토목사업투성이인 MB정책에 NO를 선언했는데 MB는 고장 난 레코드처럼 '경제'만을 되뇌고 있는 형국"이라고 지적했다.[33]
- 정부의 4대강 사진 조작 : 국토부 산하 '4대강 살리기추진본부 공사3팀'은 '팔당유기농 경작지 보상을 위한 수용재결신청' 문서에서 "유기농도 일반경작지와 마찬가지로 하천을 오염시키고 있다"며 그 근거로 '하천부지 경작지의 퇴비 보관 장면'이라는 제목의 사진을 실었다. 하지만 민주당 조정식 의원은 "수소문 끝에 '팔당공대위'가 확인한 결과 국토해양부의 보도자료에 게시된 지역은 부산과 김해시를 사이에 두고 있는 낙동강변으로 밝혀졌다"고 주장했다. 정부가 2009년 3월 제작한 '4대강 살리기 홍보 영상'에서 나온 물고기 떼죽음 영상도 미국의 사건임이 드러난적이 있으며, 같은해 10월 방송광고에서 "4대강 유역에 자연습지가 전무하다"며 갈라진 땅을 소개한 사진도 4대강 사업과 관련없는 경남 고성군 삼덕저수지로 드러나 비판을 받았다.[34] 한승수 국무총리는 "물의를 일으켜 죄송하다."고 사과했으나, 사건은 더욱 커져만 갔다.
- 홍보비: 민주당이 4대강 관련 정부부처의 2009년도 4대강 사업 홍보예산 사용내역을 분석한 결과 전용 등의 방법을 통해 국토해양부, 농림식품부, 환경부가 홍수 예방으로 책정된 예산 79억원을 4대강 홍보 목적으로 사용한 것으로 드러났다. 민주당 이미경 의원은 "4대강 홍보와 무관한 용도의 예산을 홍보비로 사용한 것은 예산의 목적범위 안에서 재원을 효율적으로 활용할 수 있도록 한 국가재정법 제46조(예산의 전용)를 정면으로 어긴 것"이라고 비판했다.[35] 또한 4대강 사업의 홍보비는 2009년부터 2010년 8월까지 50억 4800만 원으로 참여정부의 중점 사업이었던 세종시보다 4배나 많아 과도한 홍보에 대한 지적이 제기되기도 했다. 민주당 김부겸 의원은 "4대강 사업에 대한 국민적 동의를 얻지 못하고 있을수록 홍보에 더욱 혈안이 돼 광고비 집행이 늘어날 것으로 우려된다"고 비판했다.[36]
- 선상 카지노: 4대강 정비 사업 빚 갚기 위한 카지노 서비스 도입에 대한 비판이 있었다.[37]
- 4대강 특별법: 이정희 민주노동당 비례대표는 강을 복원할가 위한 보를 없애는 '4대강 특별법'을 제정하는 의견을 발표하였다.[38]
- 건설회사의 혜택: 4대강 사업을 많이 비판하는 강기갑 의원과 경제정의실천시민연합은 가장 많은 수혜를 받은 회사가 삼성물산이라고 발표하여[39] 대기업 건설회사의 지나친 혜택을 우려하였다.
- 일자리 문제: 4대강 사업에 창출된 일자리가 대부는 아르바이트 계열의 직종이다는 비판이 있다.[40] 이명박 정부는 홍보 당시, 34만 개의 일자리가 창출된다고 하였지만, 이는 모두 거짓이며, 그마저도 대부분 알바라는 것이다. 아르바이트는 비정규직으로 사실상 일자리로 볼 수가 없다는 점이다.
- 군 선박 사고: 환경운동연합은 여주군 남한강 군용 선박 전복 사고의 원인을 4대강 사업의 하나인 이포댐 공사의 불안정한 물흐름을 지적하였다.[41] 손학규 민주당 대표는 이를 "급기야 4대강 사업으로 국군장병 4명의 목숨을 앗아간 참사가 일어났다"고 주장하였다.[42]
- 1조원 은닉 의혹: 민주당 김진애 의원은 "4대강 사업 170개 공구별 사업 공정 중 '기타 항목' 사업비는 당초 1조 337억원이었으나, 총사업비 변경절차를 통해 2조 244억원으로 무려 9천907억원이나 증가했다"며 "이는 정부가 총사업비 조정을 통해 공사비 감액분을 보상비 등으로 전용한 것 외에 기타 항목 사업비에 은닉시켰음을 보여주는 것"이라고 주장했다.[43]
- 시행령 몰래 개정: 이명박 정부는 수자원공사법 시행령을 개정하였다.[44]
- 임금 문제: 경제정의실천시민연합은 "정부가 지난해 4대강 사업을 수행하는 원청 대기업에 선급금 1조3천억원을 지급했지만, 노동자 임금으로 지급된 돈은 한 푼도 없었다"라고 밝혔다.[45]
- 근로자 사망: 2011년 3월 11일까지 근로자 12명이 사망하였다.[46]

### 사업 반대 측의 활동
4대강 사업 반대 운동은 주로 환경단체와, 진보성향의 시민단체 그리고 불교와, 천주교를 중심으로 광범위하게 이루어지고 있다. 2010년 6월 1일 문수 스님은 4대강을 반대하며 몸에 불을 질러 소신공양을 하였으며, 불교 최대 종파인 조계종도 4대강 사업 반대입장을 밝혔다. 조계종은 또한 2010년 12월 8일, 2011년 새해 예산안이 국회의장의 질서유지권이 발동된 상황에서 처리되어 4대강 예산이 포함되어 사업이 강행된다는 것에 대해 반발하며 정부·여당에 대해 전국 사찰의 출입 금지령을 내렸다. 조계종은 "(정부 여당 인사를)사적으로라도 만나거나 통화하면 사직서를 제출하라"며 투쟁 의지를 밝혔다. 또한 천주교는 정의구현사제단이 반대에 적극적이며, 천주교연대도 4대강을 반대하는 시국 미사를 열기도 하였다. 10월 27일 한국 천주교 주교회의가 4대강 사업을 "난개발"이라고 지적하였다. 일부 개신교와 원불교에서도 '종교환경회의'를 구성하여 4대강에 대한 반대 입장을 밝히기도 했다. 2010년 7월 8일에는 조계종 승려 13,000여명 가운데 1/3 가량의 스님 4,000여명이 4대강 사업 반대 서명에 동참했다. 이는 조계종 사상 유례가 없는 일로 기록된다. 성웅 직지사 주지는 "편협한 이기심, 개발이익에 대한 욕망으로 우리의 문화유산과 정신을 묻어가면서, 어떻게 국민통합을 이뤄질수 있겠는가"라며 4대강 사업의 중단을 촉구했다. 결국 2010년 12월 16일 불교, 개신교, 가톨릭, 원불교 등이 연합하여 '4대강 개발저지 4대종단 연대회의'를 구성하여 반대운동을 벌이기에 이르렀다. 환경단체들은 처음 논의가 시작될때부터 꾸준히 반대 입장을 밝혀왔다. 이러한 반대에도 불구하고 2009년 12월, 한나라당은 3조 5천억원에 달하는 예산을 국회 상임위에서 기습적으로 통과시키기도 했다.
2010년 5월, 미시경제학의 저자로도 유명한 이준구 서울대학교 경제학 교수는 4대강 사업의 대표적인 반대론자로 자신의 홈페이지에 110여쪽에 달하는 장문의 글에서 "한 사람의 인간으로서, 시민으로서, 지식인으로서, 그리고 경제학자로서의 모든 양심을 걸고 4대강사업에 반대하고 있다"며 4대강 사업의 비합리성을 주장했다.
2010년 10월 13일 민주당과 다른 야당들은 4대강 사업을 저지하기 위해 시민단체에 4대강 반대 국민 투표를 실시하는 계획을 추진했다. 이처럼 민주당을 중심으로 야당에서 4대강 사업 반대하는 가운데 2011년 예산안 처리가 박희태 국회의장에 의해 질서유지권이 발동된 가운데 강행처리되어 비판이 제기되기도 했다. 결국 정부가 제시한 4대강 예산이 대부분 골격이 유지된채 5조 4600억원이 처리되었다. 박지원 민주당 원내대표는 4대강 사업을 한반도 대운하 사업으로 규정하여 국민과 함께 본격적으로 반대운동을 펼친다고 말하였다. 그는 4대강 사업을 대운하 사업으로 볼 수밖에 없는 이유 10가지를 제시하면서 △홍수 발생 비율이 3.6%에 불과한 4대강 본류에서 홍수방지를 명분으로 대규모 공사가 강행되고 있으며 △개선이 절대 필요한 지천과 지류는 공사 대상에서 제외하고 있다는 점 등을 지적했다. 이어 민주당은 다른 야당과 함께 서울광장에서 4대강 대운하 반대 범국민대회를 개최할 예정이다. 12월에는 국회 예산결산특위 계수조정소위에서 4대강 예산을 놓고 공방을 벌였다. 민주당은 "홍수는 4대강 본류가 아닌 지류에서 났다(신학용 의원)", "지류.소하천 위주로 사업할 때 준설에서 예산을 줄일 수 있다(정범구 의원)"며 공세를 이어갔다. 이 과정에서 '4대강 사업은 대운하 계획'이라고 양심선언한 김이태 한국건설기술연구원이 양심선언을 잘못 생각한 것이라고 번복하라고 종용받았다며 이를 따르지 않아 보복을 받았다고 폭로해 파문이 일었다. 김이태 연구원은 양심선언을 이유로 3개월 정직이라는 중징계를 받기도 했다.
2010년 1월 민주당의 김효석 민주정책연구원장은 "국내 IT 경쟁력이 2007년 세계 3위였는데 이명박 정부 들어 지난해 19위로 떨어졌다"고 지적하면서 "이명박 정부가 들어서자마자 정보통신부와 과학기술부를 해체하고 정책이라고 내놓는 것은 4대강 사업뿐이고 미래 성장동력에 대한 얘기들은 완전히 사라졌다"며 "정부는 토목건설에만 매달리지 말고 정보통신부와 과학기술부, 바이오를 통합한 미래의 먹고 살 문제를 해결할 부처를 준비해야 한다"고 비판했다. 우상호 대변인은 "최고의 일자리 정책은 산업을 키우는 것이고 그래서 과거 김대중 전 대통령이 IT산업을 키운 것"이라며 "그러나 이 정권은 집권 2년이 지나도록 미래 성장동력에 대한 얘기는 없고 4대강에만 돈을 풀고 있다"고 비판했다.
2010년 9월 폭우 피해에 대해 민주당 박지원 비대위 대표는 "이번에 4대강은 문제 없었다. 통계를 봐도 4대강 홍수는 3.6%에 불과하다. 이번 도심지역의 폭우 피해는 속수무책이었다. 특히 서민들이 살고 있는 원도심지역, 그리고 달동네의 하수 배수시설은 과거의 기준에 맞춰져 있기 때문에 오히려 역효과가 나고 있다", "홍수 예방을 위해서 4대강 공사를 한다고 주장하지만 4대강 예산의 10%만 절감해서 원도심, 달동네의 하수배수관 시설을 개수하고, 저수펌프 등 여러 설비를 해 준다면 서민들의 아픔은 가실 수 있다"는 입장을 밝혔다. 11월에는 북한의 연평도 도발사태와 관련해 "이명박 정부가 강력한 안보를 말하면서 안보는 쳐다보지 않고 자기 업적을 위해 4대강 사업에 매몰돼 이 꼴이 됐다"면서 "4대강 예산을 대폭 삭감하고 국방 예산을 증액해 서해5도 복구 및 국방 강화, 민생 예산으로 전환해야 한다"고 비판했다.

### 비판에 대한 반론
국토해양부는 이 사업이 일자리 창출과 지역경제 활성화에 크게 기여한다는 보도자료를 내었다.
윤영선 한국건설산업연구원 연구위원은 이 사업이 38조5000억원의 생산유발과 35만7000여명의 일자리를 창출할 것이라며, 4대강 살리기사업의 경제적 파급효과를 제대로 이해하기 위해서는 단기와 장기로 구분해 살펴볼 필요가 있다고 강조하였다.
세계물위원회(World Water Council) 집행이사들이 기후변화 대응과 물 관리 기술에서 두각을 나타내고 있는 강정보령보를 방문, 4대강살리기사업의 물기술 및 보별 관리에 대한 시찰을 하였다.

### 찬성측 의견과 반대측 의견의 정리
〈찬성 측〉
4대강 사업을 추진해야 한다.
- ㄱ. 물부족 해결
  - ㄱ - 1. 맑고 깨끗한 풍부한 수량을 확보하는 것이 시급한 국가적 과제이다.
  - ㄱ - 2. 물길을 조성하고, 둑을 쌓아 물 그릇을 만들어 많은 물을 확보할 수 있다.
- ㄴ. 홍수피해 해결
  - ㄴ - 1. 중소규모 다목적댐 건설하고 기존 농업용저수지의 둑을 높임으로써 홍수를 예방할 수 있다.
- ㄷ. 수질의 향상
  - ㄷ - 1. 강바닥을 파내서 오염물질을 제거할 뿐만 아니라 하천 오염원 관리와 하천 바닥의 침전물을 제거해 종합적인 수질을 향상시킬 수 있다.
- ㄹ. 다양한 생태하천 구역을 조성
  - ㄹ - 1. 습지공원, 생태공원, 하천 저류지등 다양한 생태하천 구역을 조성하여 생물종의 다양성을 지켜줄 것이다.
- ㅁ. 국민 여가문화 수준 및 삶의 질 향상
  - ㅁ - 1. 호수 주변정비, 수변접근성 개선 등 주민들의 문화‧휴식공간 제공, 수상레저 활성화, 자전거길 설치로 여가활동 기회 제공
- ㅂ. 녹색뉴딜 사업으로 지역경제 활성화 견인
  - ㅂ - 1. 전국토의 70%를 차지하는 4대강 유역에 혜택이 골고루 돌아감으로써 지역발전 효과, 강을 중심으로 문화‧관광자원개발, 지역경제 활성화 등 국토를 재창조
- ㅅ. 첨단IT기술을 동원한 체계적인 관리
  - ㅅ - 1. 광케이블을 매설하여 하천종합 정보센터를 중심으로 하천을 종합적으로 관리할 수 있도록 스마트 리버 시스템을 구축하게 되어 하천을 보다 효율적으로 관리할 수 있게 된다.
- ㅇ. 물 관리 글로벌리더로서 국가위상 제고
  - ㅇ - 1. 4대강 살리기로 축적되는 경험과 기술을 세계에 전파하고 우리 기업의 해외진출 지원, 물관련 국제기구 유치로 물관리 글로벌리더로 자리매김
- ㅈ. 일자리 창출과 생산유발효과
  - ㅈ - 1.한국은행의 산업연관 분석에 따르면 34만개의 일자리 창출, 40조원의 생산유발효과가 기대됨
- ㅊ. 녹색교통 수단인 자전거 이용 활성화
  - ㅊ - 1. 자전거 이용 문화 확산 기반을 마련하기 위하여 4대강 주변을 따라 1728km의 자전거 도로를 건설하여 선진국 수준의 자전거 도로 네트워크를 구축할 것이다.

〈반대 측〉
4대강 사업을 중단해야 한다.
- a. 4대강 보다 지방 군소하천 정비가 더 시급
  - a - 1. 환경부가 2010년도 하천 수질개선 사업비의 75%를 4대강에 쏟아 붓느라 4대강을 제외한 다른 하천들에 대한 수질개선 투자는 대폭 삭감된 것으로 드러났다.
  - a - 2. 과거 수십 년 동안의 하천정비가 본류 구간부터 이루어졌기 때문에 이제는 본류에 유입되는 지류의 하천정비에 투자를 해야 할 시기다
- b. 수질 오염
  - b - 1. 강바닥의 모래와 자갈은 상당한 수질 정화 능력을 가지고 있음
  - b - 2. 하천에 둑을 쌓아올림으로써 물이 흐르는 속도가 느려지고 수질이 악화된다.
- c. 홍수예방은 거짓말
  - c - 1. 최근 대부분의 홍수 피해는 4대강 사업의 공사 대상이 아닌 상류나 지류에서 발생했다.
- d. 인공적인 친수공간 조성은 많은 예산을 낭비한다.
  - d - 1. 호수주변 공원을 조성하고 관리하는 것과 1297km라는 엄청난 규모의 자전거 길을 만드는 것은 이러한 시설을 사용할 사람들의 수에비해 너무나도 많은 돈이 든다.

## 4대강 정비 사업 이후 상황
2015년
2015년 9월 3일 KBS2 다큐멘터리 <흐르지 않는 강, 낙동강 어부의 증언>
- 현상황: 물고기 집단 폐사, 4대강 호수화 진행
- 주장 1: 4대강의 상황이 앞으로 더욱 악화될 것이다. (4대강 인근 어민, 주기재 부산대학교 생명과학과 교수, 서동일 충남대학교 환경공학과 교수 등)
- 주장 2: 자원이 회복되는 데에는 시간이 소요된다. 최소 2017년까지는 기다려봐야 한다. (부산지방국토관리청 하천계획과장 박성출, 환경부 물환경대책과장 이영기 등)
2016년
2016년 8월 15일 New1 이철우 기자 <폭염에 4대강 '녹조'로 신음…한강 상수원까지 위협>
2016년 8월 17일 폴리뉴스 정찬 기자 <이재오 “녹조는 옛날부터 있었다” 4대강사업과 무관 주장>
-현상황: 2016년 기록적인 폭염으로 전국에 있는 강에서 녹조 현상 발생.
-주장1: 4대강에서 녹조현상이 두드러지게 나타나고 있다. 이는 4대강 정비 사업이 완전히 실패한 정책이라는 것을 의미하며 관련자들을 엄중 처벌해야 한다.
-주장2: 녹조는 예전부터 있었으며 2016년 들어 녹조 현상이 두드러지는 것은 박근혜 정부의 후속 정비가 부족한 탓이다.
2018년
2018년 8월 15일 부산일보 이대진 기자 낙동강 부영양화 4대강 사업 이후 '최악'
-현상황: 2004~2009년에 부영양화 1회 발견되었으나, 2012~2017년엔 모두 13회나 확인되었다.
-특이상황: 왜관과 고령의 변화에 주목한다. 과거보다 영양염류 유입이 줄었고 보 건설로 수량이 대폭 늘어났지만, 외려 부영양화 현상이 심해졌기 때문이다.
-주장1: 같은 조건이라면 물의 체류 시간이 짧을수록 부영양화가 안 생기는데, 왜관과 고령의 이 같은 변화는 낙동강 보 건설 이후 물이 흐르지 않는 호수화가 진행된 게 원인
-주장2: 낙동강에 보가 건설된 이후 수생태계에 변화가 생겼다는 것을 보여 주는 증거

## 사진

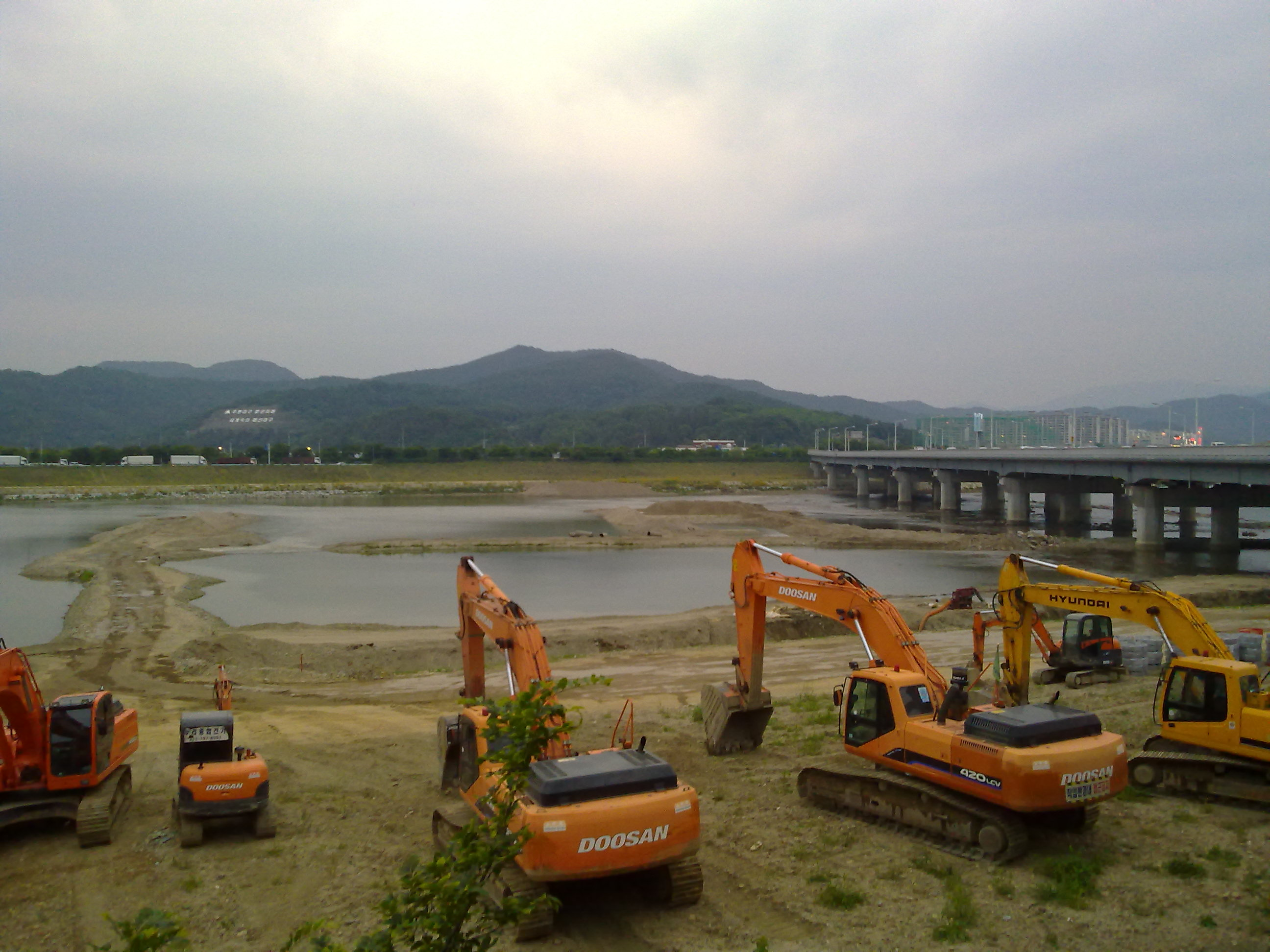
금호강 지류 정비공사를 위해 중장비들이 대기하고 있는 모습.
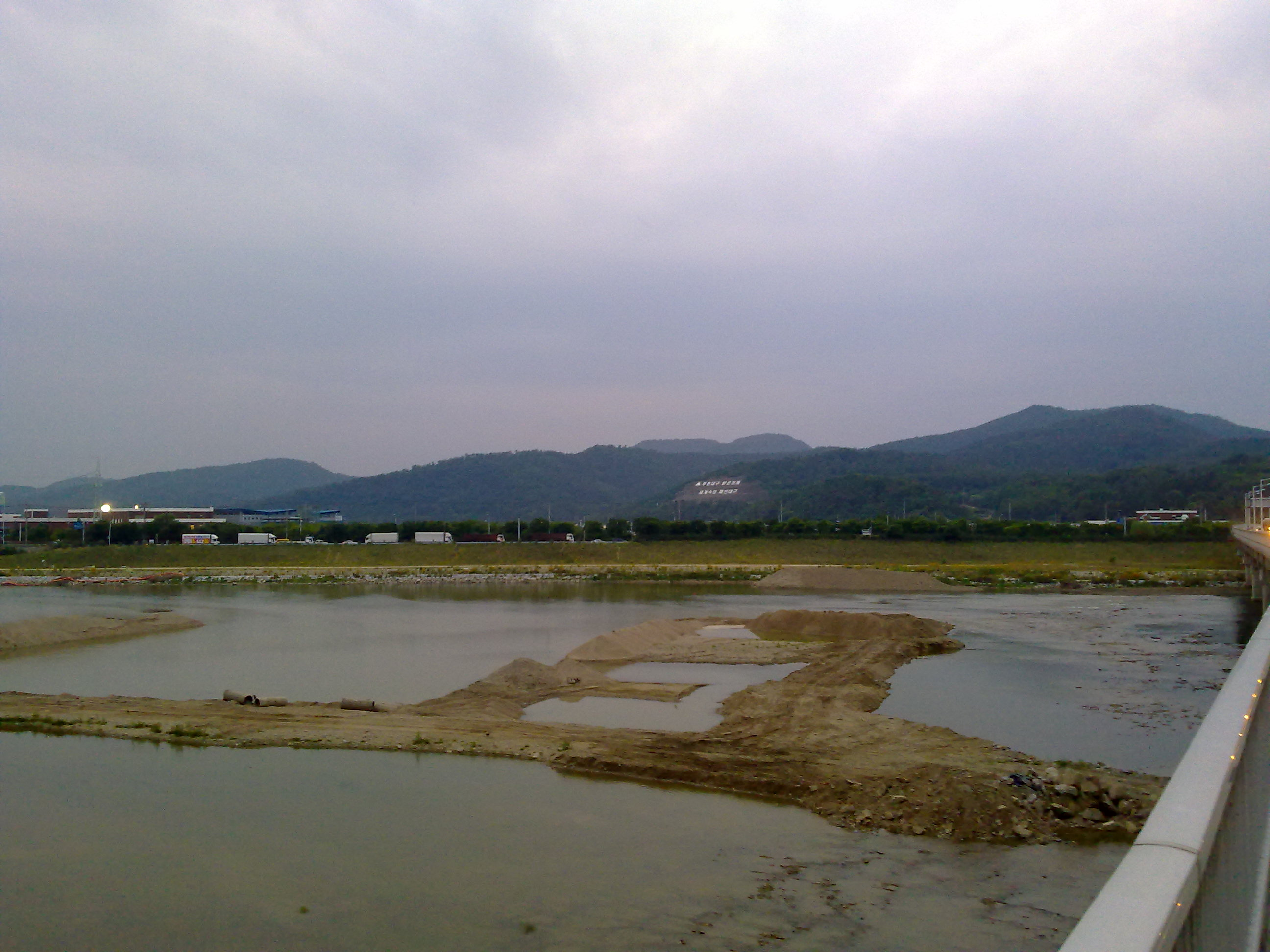
금호강 지류 정비공사 차량의 출입을 위해 임시로 물막이를 한 모습.
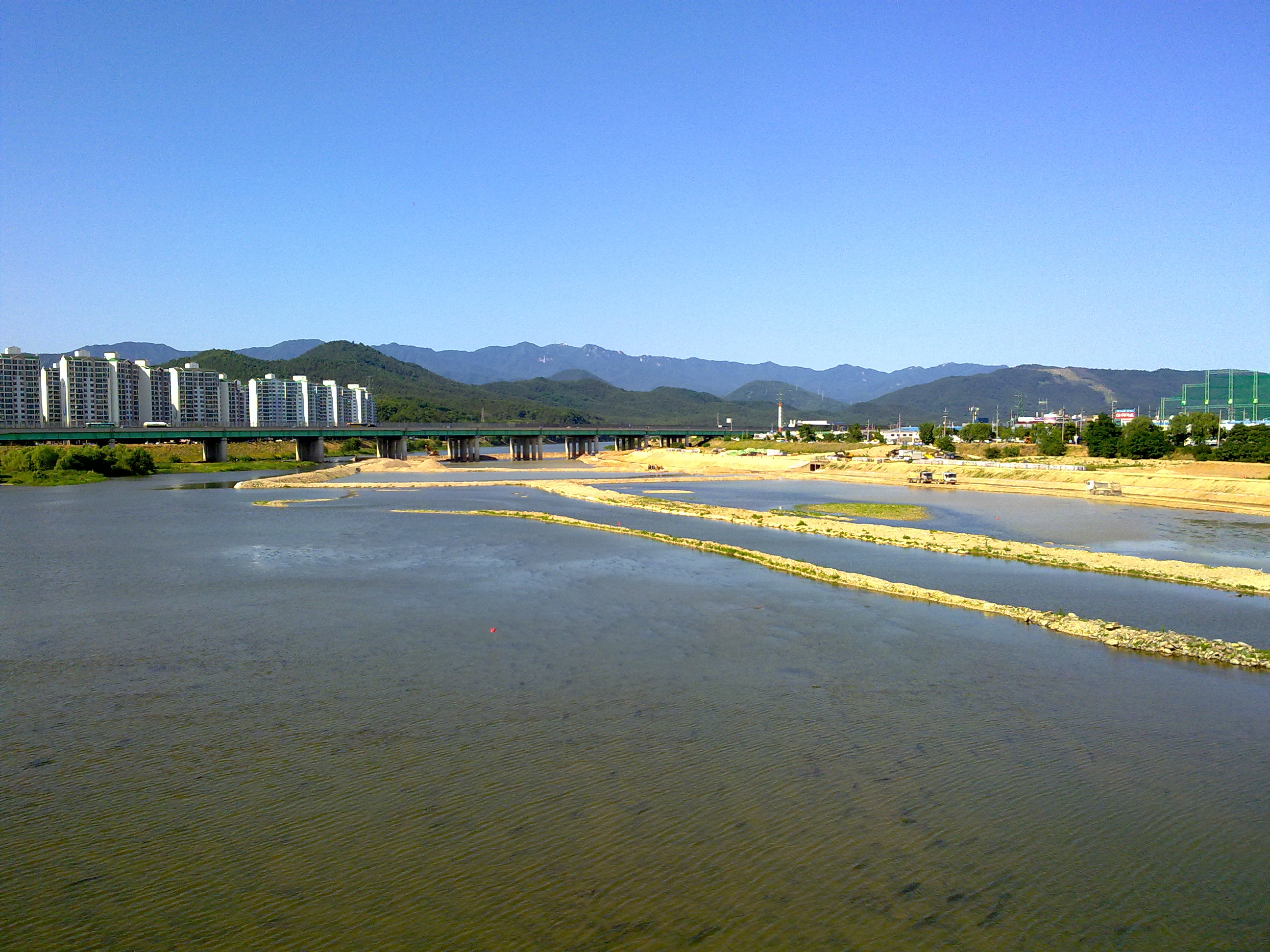
금호강 지류 정비공사 차량의 출입을 위해 임시로 물막이를 한 모습.
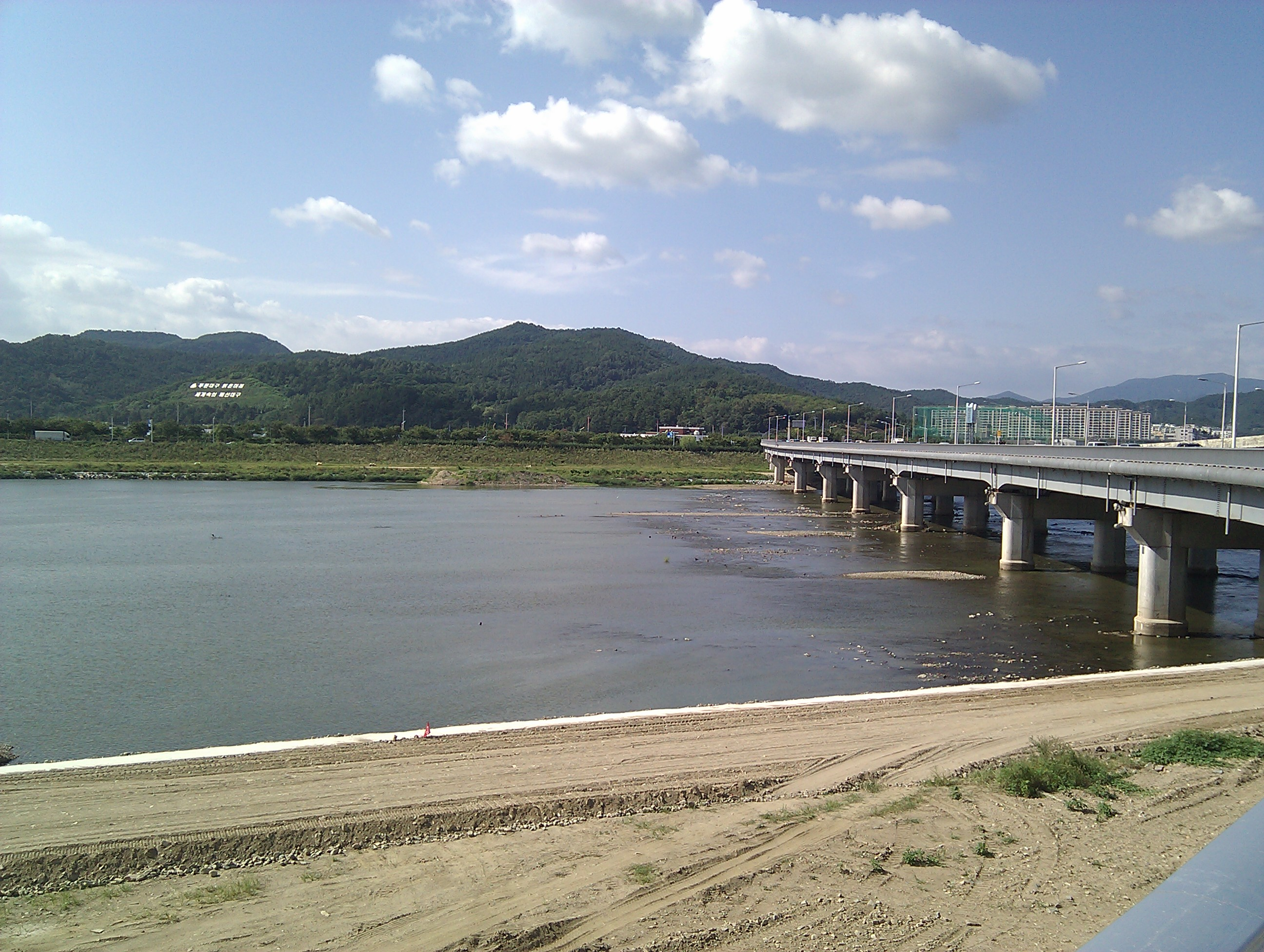
금호강 지류 정비공사가 일부 완료된 모습.

## 같이 보기
- 한반도 대운하
- 녹색 뉴딜
- 이자르강
- 4대강 정비 사업에 대한 비판
- 2014-15 한국 가뭄
- 한국의 강
- 4대강 사업 홈페이지 보관됨 2013-08-06 - 웨이백 머신

## 미디어
- KBS 《추적 60분》4대강 사업권 회수 논란 쟁점은? 2010년 12월 22일
- MBC 《PD수첩》4대강 사업 수심 6m의 비밀 2010년 8월 24일